# Bercher
Bercher är en ort och kommun  i distriktet Gros-de-Vaud i kantonen Vaud, Schweiz. Kommunen har 1 329 invånare (2023).